# Masaaki Higashiguchi
Masaaki Higashiguchi (n. 12 mai 1986) este un fotbalist japonez.

## Statistici
| Japonia | Japonia | Japonia |
| An      | Meciuri | Goluri  |
| ------- | ------- | ------- |
| 2015    |         |         |
| Total   | 0       | 0       |